# Lublin Zadębie
Lublin Zadębie – kolejowy przystanek osobowy w Lublinie, w dzielnicy Hajdów-Zadębie, w województwie lubelskim, położony w km 106,136 na linii kolejowej nr 30.

## Historia
Od 2 kwietnia 2013 roku zatrzymują się tutaj pociągi PolRegio relacji Lubartów – Lublin, od 30 września Parczew – Lublin, a od 28 czerwca 2024 roku relacji Łuków – Lublin.

## Ruch pasażerski
Dobowa wymiana pasażerska oraz miejsce w rankingu ogólnopolskim:
| Rok  | Ilość pasażerów | Miejsce w Polsce |
| ---- | --------------- | ---------------- |
| 2017 | 10-19           | 2014             |
| 2018 | 10-19           | 2116             |
| 2019 | 0-9             | 2223             |
| 2020 | 0-9             | 2307             |
| 2021 | 0-9             | 2356             |
| 2022 | 0-9             | 2427             |
| 2023 | 0-9             | 2560             |
| 2024 |                 |                  |